# Manoir d'Hubertant
Le manoir d'Hubertant est une demeure des XVe, XVIe et XVIIIe siècles, qui se dresse sur le territoire de l'ancienne commune française de Saint-Louet-sur-Lozon dans le département de la Manche en région Normandie. L'édifice est partiellement inscrit au titre des monuments historiques.

## Localisation
Le manoir est situé à Saint-Louet-sur-Lozon, sur la commune déléguée de Lozon, au sein de la commune nouvelle de Marigny-Le-Lozon, dans le département français de la Manche.

## Historique
Avant 1380, le fief d'Hubertant, possession de la famille de Bretteville, passe à la famille Fourmy à la suite du mariage de Guillemette ou Gillette de Bretteville avec Thomas Fourmy.
Le manoir est construit à la fin du XVe ou au début du XVIe siècle. L'escalier à vis est remplacé au XVIIe siècle et des aménagements ont lieu au XVIIIe siècle.

## Description
Le domaine comprend un double porche d'entrée, une ferme, des communs et un corps de logis XVIe avec deux tours circulaires.

## Protection
Les façades et les toitures, l'escalier, les quatre cheminées (trois au premier étage et une au deuxième étage) sont inscrits au titre des monuments historiques par arrêté du 26 mars 2002.

## Pour approfondir